# Tihanyi visszhang

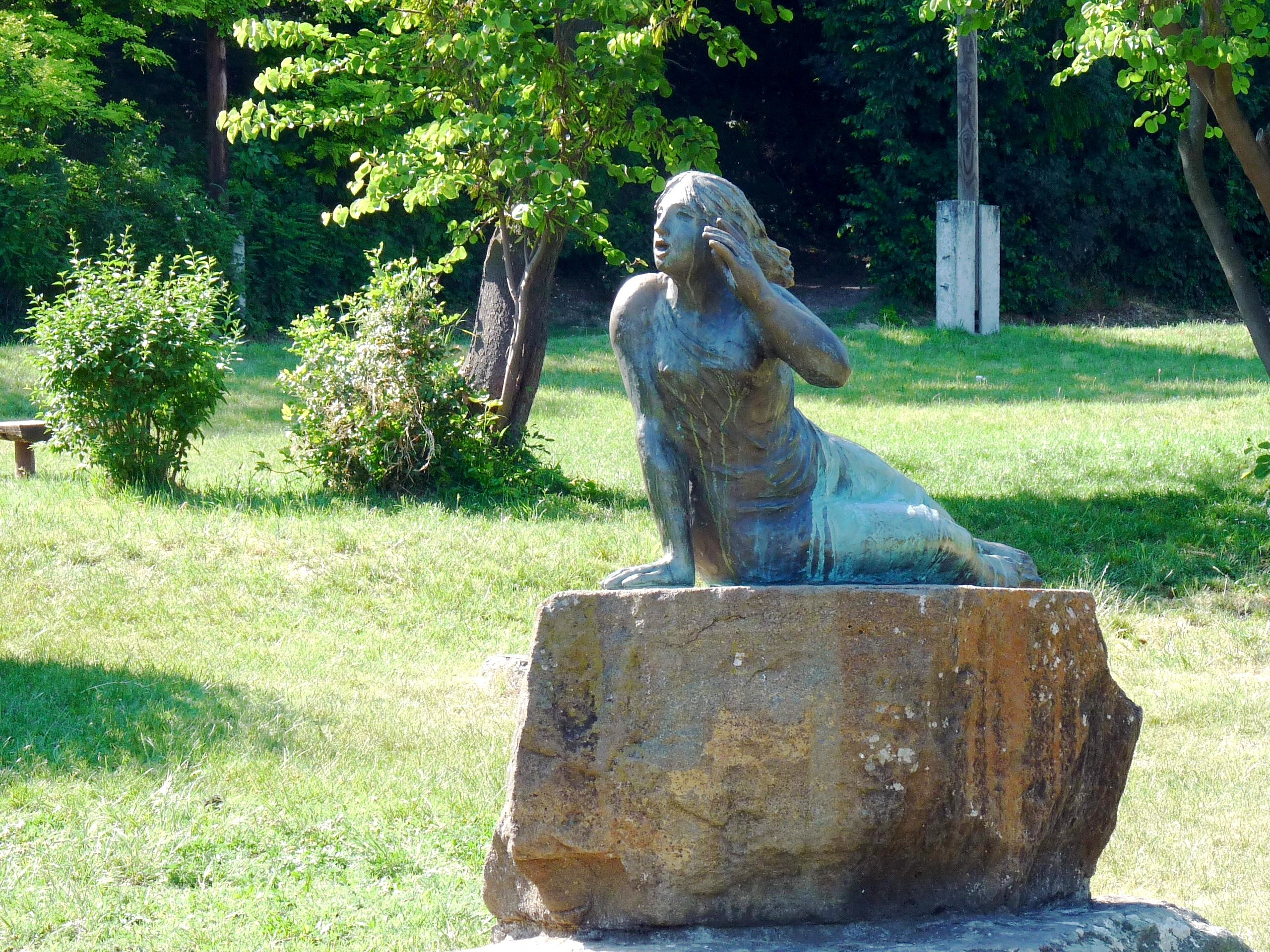
Borsos Miklós Tihanyi echo c. szobra (1985).

A tihanyi visszhang Tihany egyik legismertebb jelensége a jelenlegi apátság 18. század közepén történt felépítése óta.

## Keletkezése

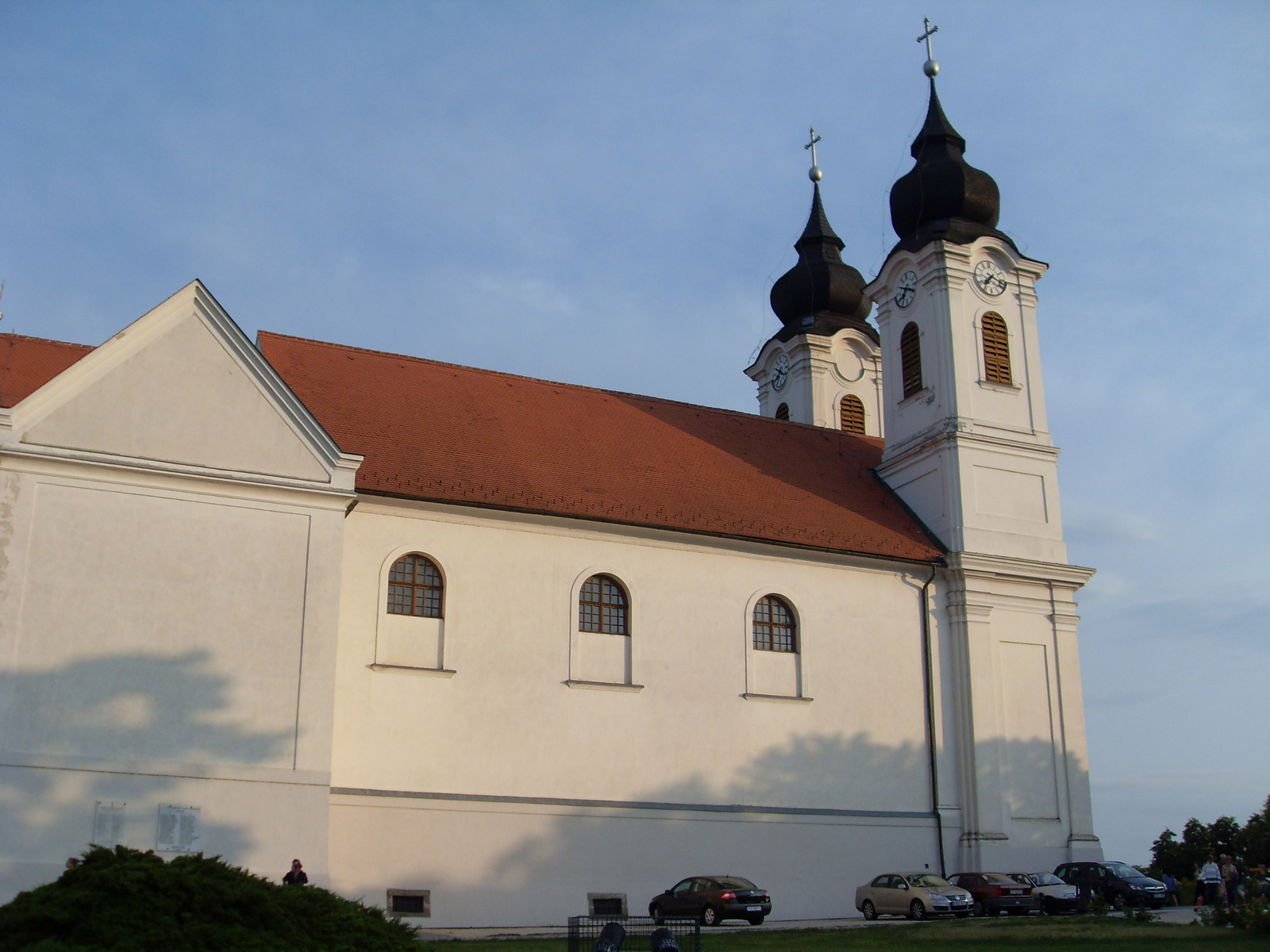
A tihanyi apátság visszhangot keltő északi oldala.

A Visszhang-dombon állított echókőről elkiáltott szavak a több mint 300 méterre lévő apátság északi oldaláról verődnek vissza, 2 másodperc alatt téve meg az oda-vissza közel 700 méteres távot. A visszhang optimális esetben hét szótagot vert vissza a tihanyi templom oldaláról. A domboldalra állítottak egy kis oszlopot, melyet echókőnek neveztek: innen kellett a templom felé kiáltani.

## Megjelenése a magyar irodalomban
Echónak a helyiek nevezték a visszhangot. Ezt a kifejezést használta Csokonai Vitéz Mihály is A tihanyi ekhóhoz című versében, amelyet a költő Balatonfüreden írt 1798-ban. Vörösmarty Mihály is írt róla verset, de legismertebb mind között Garay János visszhangról írt regéje, amelyet a kecskekörömárusok kívülről fújtak. Garay János mondája alapján a tihanyi visszhang az aranyszőrű kecskéket őrző, kevély királyleány büntetése, amiért a Tókirály érte epedő fia belehalt a reménytelen szerelembe.

### A visszhang mondája
Egyszer volt, hol nem volt, volt egyszer egy gyönyörű királylány. Ám hiába jártak messze földről csodájára szépségének, senki sem válthatott szót a szépséges hajadonnal, mert néma volt. A Tihany környéki dombokon legeltette aranyszőrű kecskenyáját.
Megpillantotta egyszer a lányt a Balatonból kiemelkedve az ősz hullámkirály. Kért egy korsó kecsketejet beteg fiának, cserébe – ígérte – feloldja a hajadont a némaság alól. Így is történt. A királyfi azon nyomban erőre kapott a kecsketejtől, a lány pedig csengő hangon megszólalt.
Az ifjú amint megpillantotta a lányt, beleszeretett, de a királylány szívét kevélység töltötte el. Nem állt szóba senkivel, kegyetlenül elutasította a hullámkirály fiát is, aki belehalt bánatába.
Szörnyű haragra gerjedt a király: megátkozta a kegyetlen leányt és egy sziklába zárta. A gazdátlanul maradt aranyszőrű nyáj a Balatonba veszett, a kecskék körmeit (patáit) azóta vetik partra a tó hullámai. És a gőgös királylány? Nem látta azóta emberfia. Fogott rajta a király átka: ahogy korábban senkivel nem ereszkedett szóba, úgy a sziklába zárva készségesen felelget minden arra járónak, aki megszólítja. Belőle lett ugyanis a tihanyi visszhang.
Ezt a történetet dolgozta fel a magyar Ann my Guard együttes 2018-ban Echo című dalában.

## Napjainkban
Már a 20. század elején észrevették, hogy a visszhang ereje egyre csökken. Bebizonyosodott, hogy ennek oka elsősorban a domb és a templom közé ültetett fák megerősödött lombozata, valamint a megnövekedett zajjal járó idegenforgalom.
A visszhang napjainkban is működik. Hét szótagot ver vissza, de csak szélcsendben. A lombozat és a beépítések miatt a kijelölt kis oszlopnál és a táblánál nem, de ha a sziklakert és a mandulafa közé áll ahol jól látni a templom falát onnan jól működik[forrás?]
Egy erőteljes és gyors kiabálással akár 8 szótag is visszajön: Ha-zád-nak ren-dü-let-le-nül  (megvárni amíg visszajön kb 3 másodperc)  Légy-híve Ó Ma-gyar[forrás?]